# LiAngelo Ball
LiAngelo Robert Ball, noto artisticamente come Gelo (Anaheim, 24 novembre 1998), è un cestista e rapper statunitense.

## Biografia
È il secondo figlio di Lavar e Tina Ball, fratello di Lonzo e LaMelo, a loro volta cestisti.

## Carriera

### High school e NCAA
Nato ad Anaheim, figlio di LaVar Ball e Tina Ball, entrambi ex giocatori universitari a Washington State e California State - Chico, ha iniziato a giocare a basket sin da piccolo insieme ai due fratelli nelle squadre allenate dal padre. Nella stagione 2015-16 (per LiAngelo è l'anno da junior), Lonzo, LiAngelo e LaMelo acquisiscono notorietà a livello nazionale dopo aver vinto il campionato nazionale con la squadra della scuola superiore Chino Hills Huskies, concludendo la stagione da imbattuti con un record di 35-0.
Nella finale del torneo CIF State Basketball Championship - Open Division vinta contro De La Salle Spartans per 70-50 vince il premio "Miglior giocatore della partita" con uno box score di 18 punti, 5 rimbalzi, 3 assist e 3 palle rubate. Chiude la stagione con 27,4 punti, 3,1 rimbalzi e 2,3 assist a partita.
Dopo la partenza del fratello maggiore Lonzo per l'Università della California - Los Angeles, LiAngelo insieme a LaMelo prende le redini della squadra e migliora le proprie statistiche personali, la squadra però non riesce a vincere di nuovo il titolo nazionale, eliminata in semifinale da Bol Bol e Mater Dei High School. Nella partita contro Rancho Christian, mette a referto 72 punti con 13 tiri da 3, entrambi record personali fino ad oggi. Chiude la stagione con la miglior media punti dello stato della California con 33,8 a partita.
Finito l'anno da senior, LiAngelo, seguendo le orme del fratello, va alla UCLA per giocare la stagione NCAA. Secondo i media statunitensi, il giocatore era destinato a partire dalla panchina nel ruolo di ala piccola, ma dopo una controversia accaduta in Cina, in cui LiAngelo, insieme ad altri due giocatori sono stati sorpresi a rubare in un negozio, la scuola ha deciso di sospendere a tempo indeterminato il cestista che successivamente verrà tolto dal programma per mano del padre.

### Professionista
Dal gennaio del 2018, insieme al fratello LaMelo, LiAngelo firma un contratto da un anno con il Vytautas Prienai nella lega lituana, debuttando contro la formazione juniores del Basketball Club Žalgiris e mettendo a referto 19 punti (migliore della squadra). Il 27 marzo 2018 realizza una doppia doppia con 72 punti e 11 rimbalzi nella vittoria contro il Guangdong nel Big Baller Brand International Tournament. Lo stesso giorno si dichiara eleggibile per il Draft NBA 2018.
Il 25 aprile LaVar Ball decide di risolvere il contratto dei figli, dichiarando di non voler perdere più tempo con l'allenatore della squadra. Il 22 e 23 maggio 2018 ha partecipato al Pro Basketball Combine dove si è messo in mostra con altri talenti davanti a molteplici scout del NBA. Nonostante ciò al Draft NBA 2018 non è stato selezionato.
Dopo non essere stato scelto al draft NBA e non avendo ricevuto offerte da club europei, approda ai Los Angeles Ballers nella neonata lega JBA creata proprio dal padre LaVar. Anche qui LiAngelo gioca con il fratello LaMelo Ball. Alla prima partita realizza 53 punti, accompagnati da 10 assist e 10 rimbalzi, realizzando una tripla doppia. Inoltre ha trascinato la sua squadra a vincere il torneo, venendo anche nominato MVP sia del campionato sia della finale giocata contro i Seattle Ballers. Il 2 dicembre 2020 firma un contratto con i Detroit Pistons. Il 14 dicembre, dopo non aver giocato neanche una partita con Detroit, viene tagliato dalla squadra, concludendo la sua esperienza dopo soli 12 giorni.
Durante la NBA off-season 2021, LaMelo ha invitato LiAngelo a un allenamento con i Charlotte Hornets, dopo il quale la dirigenza di Charlotte ha deciso di offrire a LiAngelo un contratto per la NBA Summer League 2021.

## Web serie
La famiglia Ball, oltre all'aspetto cestistico segue una propria webserie, che va in onda su Facebook. La serie è intitolata Ball in the family e racconta la vita della famiglia. Attualmente è in onda la sesta stagione.

## Discografia

### Album
- 2025 – League Of My Own

### Singoli
- 2025 – Tweaker (solo o feat. Lil Wayne)
- 2025 – Can You Please (con GloRilla)
- 2025 – Law n Order
- 2025 – Booted Up